# Villanueva del Río y Minas (kommun)
Villanueva del Río y Minas är en kommun i Spanien.   Den ligger i provinsen Provincia de Sevilla och regionen Andalusien, i den sydvästra delen av landet, 400 km sydväst om huvudstaden Madrid. Antalet invånare är 5 203.